# Imbrasia krucki
Imbrasia krucki är en fjärilsart som beskrevs av Erich Martin Hering 1930. Imbrasia krucki ingår i släktet Imbrasia och familjen påfågelsspinnare. Inga underarter finns listade i Catalogue of Life.